# Jacques Viot
Jacques Viot (Nantes, 20 de novembro de 1898 – Ibidem, 29 de janeiro de 1973) foi um escritor e cenógrafo francês.

## Biografía
Jacques Viot nasceu numa família francesa de classe média alta. Estudou no Externat des Enfants Nantais entre 1908 e 1912, passando férias em Pornic. Ingressou no regimento de artilharia de Vannes em 1916, onde participaria na Primeira Guerra Mundial, onde conheceu os surrealistas. Mais tarde, matriculou-se na Escola de Negócios de Paris, onde se formou e foi trabalhar para uma agência de seguros na sua cidade natal, Nantes, mas mudou subitamente de vida, deixando Nantes e indo para Paris sem emprego nem dinheiro. Em Paris, escreveu poemas e trabalhou para o Le Journal littéraire. Pouco a pouco, tornou-se secretário do galerista Pierre Loeb, com quem expôs obras de Joan Miró, Max Ernst e Pierre Roy, entre outros. Afundado em dívidas, Jacques Viot exilou-se na Oceânia.

## Publicações
- Déposition de blanc, Librairie Stock, 1932
- Malaventure, Librairie Stock, 1933
- Dans l'escalier, novela policíaca publicada con el nombre de Benoît Vince, Calmann-Lévy, 1934
- La Gueule du loup, novela policíaca publicada con el nombre de Benoît Vince, Calmann-Lévy, 1934
- Le Niais, roman, La Jeune Parque, 1945
- Joseph, roman, La Jeune Parque, 1947
- Poèmes de guerre, J.-M. Place, 1994

## Filmografia

### Como cenógrafo
- 1935 : Les Beaux Jours
- 1938 : Les Gens du voyage
- 1938 : Fahrendes Volk
- 1938 : Le Dompteur
- 1939 : Le Jour se lève
- 1942 : La Maison des sept jeunes filles
- 1942 : Une femme disparaît
- 1943 : Marie-Martine
- 1944 : La Collection Ménard
- 1945 : Carmen
- 1946 : Lunegarde
- 1946 : Macadam
- 1947 : The Long Night
- 1948 : Rapide de nuit
- 1951 : Saint-Louis, ange de la paix
- 1951 : Juliette ou la Clé des songes
- 1953 : L'Appel du destin
- 1954 : Le Masque de fer
- 1954 : L'Air de Paris
- 1955 : Le Port du désir
- 1957 : L'Auberge en folie
- 1959 : Orfeu Negro
- 1961 : Os Bandeirantes
- 1963 : L'Oiseau de paradis
- 1963 : Le Tout pour le tout
- 1964 : O Santo Módico
- 1979 : Le Crime des innocents (telefilme), adaptação póstuma da sua obra Le Square des innocents